# Међународно првенство Истборна 2010.
Међународно првенство Истборна 2010. тениски је турнир за мушкарце и за жене који се игра на отвореним теренима на трави. 35. је едиција турнира за жене, а друга за мушкарце. Играће се у Devonshire Park Lawn Tennis Club у Истборну, у Енглеској од 13. јуна до 19. јуна 2010.

## Тенисери

### Носиоци
| Тенисер               | Националност | Ранг | Носилац |
| --------------------- | ------------ | ---- | ------- |
| Николас Алмагро       | Шпанија      | 18   | 1       |
| Фелисијано Лопез      | Шпанија      | 31   | 2       |
| Жил Симон             | Француска    | 33   | 3       |
| Жилијен Бенету        | Француска    | 38   | 4       |
| Гиљермо Гарсија-Лопез | Шпанија      | 40   | 5       |
| Орасио Зебаљос        | Аргентина    | 42   | 6       |
| Александар Долгополов | Украјина     | 46   | 7       |
| Микел Љодра           | Француска    | 47   | 8       |

### Остали учесници
Тенисери који су добили специјалну позивницу организатора за учешће на турниру:
- Џејми Бејкер
- Жил Симон
- Џејмс Вард

Тенисери који су доспјели у главни жреб преко квалификација:
- Мартин Емрих
- Андреј Кузњецов
- Ђовани Лапенти
- Кеј Нишикори

## Тенисерке

### Носиоци
| Тенисерка          | Држава     | Ранг | Носилац |
| ------------------ | ---------- | ---- | ------- |
| Каролина Возњацки  | Данска     | 3    | 1       |
| Франческа Скјавоне | Италија    | 6    | 2       |
| Саманта Стосур     | Аустралија | 7    | 3       |
| Агњешка Радвањска  | Пољска     | 8    | 4       |
| Ким Клајстерс      | Белгија    | 9    | 5       |
| Флавија Пенета     | Италија    | 10   | 6       |
| Ли На              | Кина       | 11   | 7       |
| Марион Бартоли     | Француска  | 12   | 8       |

### Друге учеснице
Тенисерке које су добиле специјалну позивницу организатора за учешће на турниру:
- Светлана Кузњецова
- Јелена Балтача
- Ен Кеотавонг

Тенисерке које су доспјеле у главни жреб преко квалификација:
- Јекатарина Макарова
- Каролина Шпрем
- Хедер Вотсон
- Александра Вознијак

## Побједници

### Мушкарци појединачно
Микел Лодра је савладао  Гиљерма Гарсију-Лопеза, 7–5, 6–2

### Жене појединачно
Јекатарина Макарова је савладала  Викторију Азаренку, 7–6(5), 6–4

### Мушки парови
Марјуш Фирстенберг и  Марћин Матковски су савладали  Колина Флеминга и  Кена Скупског 6–3, 5–7, [10–8]

### Женски парови
Лиса Рејмонд и  Рене Стабс су савладале  Квету Пешке и  Катарину Среботник, 6–2, 2–6, [13–11]